# Rajd Kormoran 2003
Rajd Kormoran 2003 – 29. edycja Rajdu Kormoran. Był to rajd samochodowy rozgrywany od 28 do 29 czerwca 2003 roku. Była to trzecia runda Rajdowych Samochodowych Mistrzostw Polski w roku 2003. Rajd składał się z ośmiu odcinków specjalnych.

## Wyniki końcowe rajdu[1]
| Miejsce | Kierowca            | Pilot              | Samochód                  | Czas      | Strata   | Grupa Klasa |
| ------- | ------------------- | ------------------ | ------------------------- | --------- | -------- | ----------- |
| 1       | Leszek Kuzaj        | Magdalena Lukas    | Subaru Impreza WRC S8 '02 | 1:34:11.0 | -        | A8          |
| 2       | Tomasz Kuchar       | Maciej Szczepaniak | Ford Focus WRC RS '02     | 1:35:03.8 | +52.8    | A8          |
| 3       | Krzysztof Hołowczyc | Łukasz Kurzeja     | Ford Focus WRC RS '01     | 1:35:09.0 | +58.0    | A8          |
| 4       | Tomasz Czopik       | Łukasz Wroński     | Subaru Impreza WRC S5 '99 | 1:40:53.2 | +6:42.2  | A8          |
| 5       | Michał Bębenek      | Grzegorz Bębenek   | Mitsubishi Lancer Evo VI  | 1:41:30.9 | +7:19.9  | N4          |
| 6       | Sebastian Frycz     | Jarosław Baran     | Mitsubishi Lancer Evo V   | 1:44:30.1 | +10:19.1 | N4          |
| 7       | Maciej Lubiak       | Maciej Wisławski   | Mitsubishi Lancer Evo V   | 1:45:48.5 | +11:37.5 | N4          |
| 8       | Michał Sołowow      | Maciej Baran       | Mitsubishi Lancer Evo VII | 1:46:13.3 | +12:02.3 | N4          |
| 9       | Grzegorz Grzyb      | Przemysław Mazur   | Peugeot 206 S1600         | 1:47:59.9 | +13:48.9 | A6          |
| 10      | Michał Duda         | Robert Gliwiak     | Mitsubishi Lancer Evo VI  | 1:54:57.4 | +20:46.4 | N4          |